# Windhoff Bahn- und Anlagentechnik
A Windhoff Bahn- und Anlagentechnik németországi székhelyű speciális vasúti járművek és nehézipari berendezések gyártója. A vállalatot 1889-ben alapították.
A cég elsősorban a CargoSprinter vasúti jármű és annak leszármazottairól ismert.

## Története
A vállalatot 1889-ben Rheiner Maschinenfabrik (Rheine-i Gépgyár) néven alapította Rudolf Windhoff a Münsterhez közeli Rheine-ban szövőipari gépek gyártására. 1901-re a vállalat több mint 100 alkalmazottat foglalkoztatott.
Mivel hasonló vezérlőmechanizmusokat használtak a gőzzel hajtott automatizált szövőgépeknél mint a vasúti tolópadoknál és fordítókorongoknál, ezért Rudolf Windhoff a Motoren- und Fahrzeugfabrik Gebr. Windhoff (Windhoff-testvérek Motor és Járműgyára) nevű céget is megalapította.
1913-ban ezt a két magáncéget egyesítették a Rheiner Maschinenfabrik Windhoff (Rheine-i Windhoff Gépgyár) nevű részvényalapú cégbe. Ez az egyesített cég az 1930-as években veszteségeket szenvedett. 1944. október 5-én egy a szövetségesek egy bombázás keretében megsemmisítették a gyárat. 1957-ben a vállalat felhagyott a hagyományos mozdonyok gyártásával és vasútépítő gépek (ágyazattömörítők) készítésére kezdett összpontosítani.
A Windhoff vállalatot először 1993-ban vezették be a tőzsdére.
2001. december 19-én a fővállalatot csődeljárás alá vonták, és 2002. március 1-jén az ipari üzemeket és a vasútépítés üzletágakat felvásárolták, majd a Georgsmarienhütte Holdings GmbH részei lettek. A Windhoff-részleg Windhoff Bahn- und Anlagentechnik GmbH (Windhoff Vasúti- és Berendezés-technológia) néven továbbra is speciális vasúti járműveket és infrastruktúrákat gyárt közel 250 fős csapattal. A vállalat az Egyesült Királyságban, Svédországban és Norvégiában engedélyezett vasúti vállalkozás.

## Termékei
A Windhoff speciális vasúti járműveket, köztük az infrastrukturális és tehervonatokhoz használt CargoSprinter dízel tehermotorvonatot és a Windhoff MPV-t, illetve elektromos és dízel tolatógépeket, tolatómozdonyokat és helyhez kötött tolatóberendezéseket gyárt. Ezek mellett a vállalat vasúti berendezések széles választékát, köztük emelőberendezéseket, futópadokat és fordítókorongokat, valamint a keréktárcsák karbantartására szolgáló berendezéseket, köztük a kerék- és forgóváz-leszerelő gépeket, valamint a keréktárcsák és forgóvázak mérésére szolgáló berendezéseket is gyártja.
A Windhoff szerződést kötött a Network Raillel egy mozdony leszállítására, amelyet az Amey plc a Great Western Main Line-villamosítási projektben fog használni.
A vállalat nehézipari üzemek számára is gyárt berendezéseket, többek között acélművi berendezéseket, mint például üstszállítókat és billenőkocsikat (az IAG-MAGNUM-mal közösen), valamint acéltekercsek kezeléséhez szükséges gépeket.

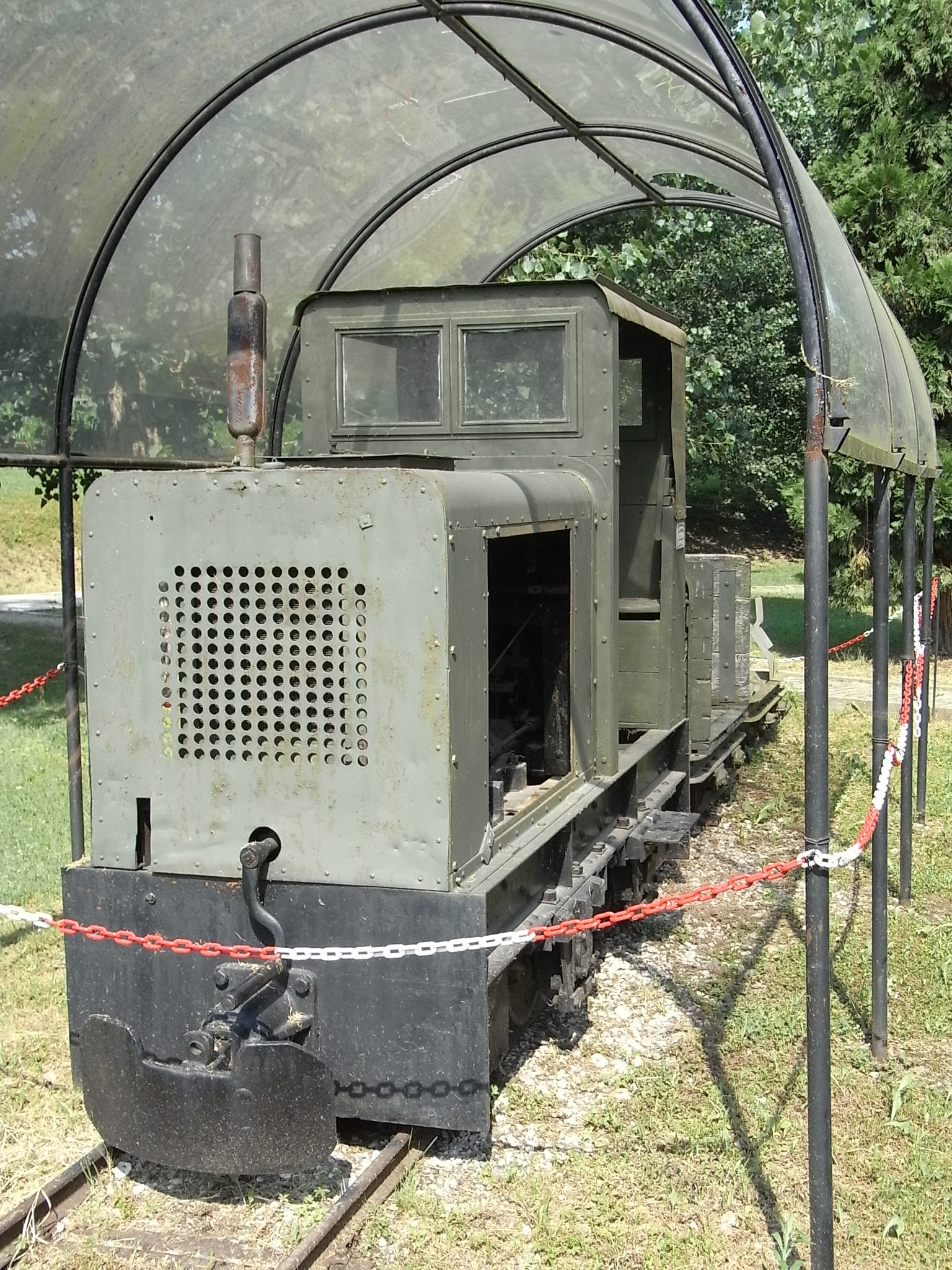
Windhoff-kisvasúti mozdony a velencei Marghera erődben
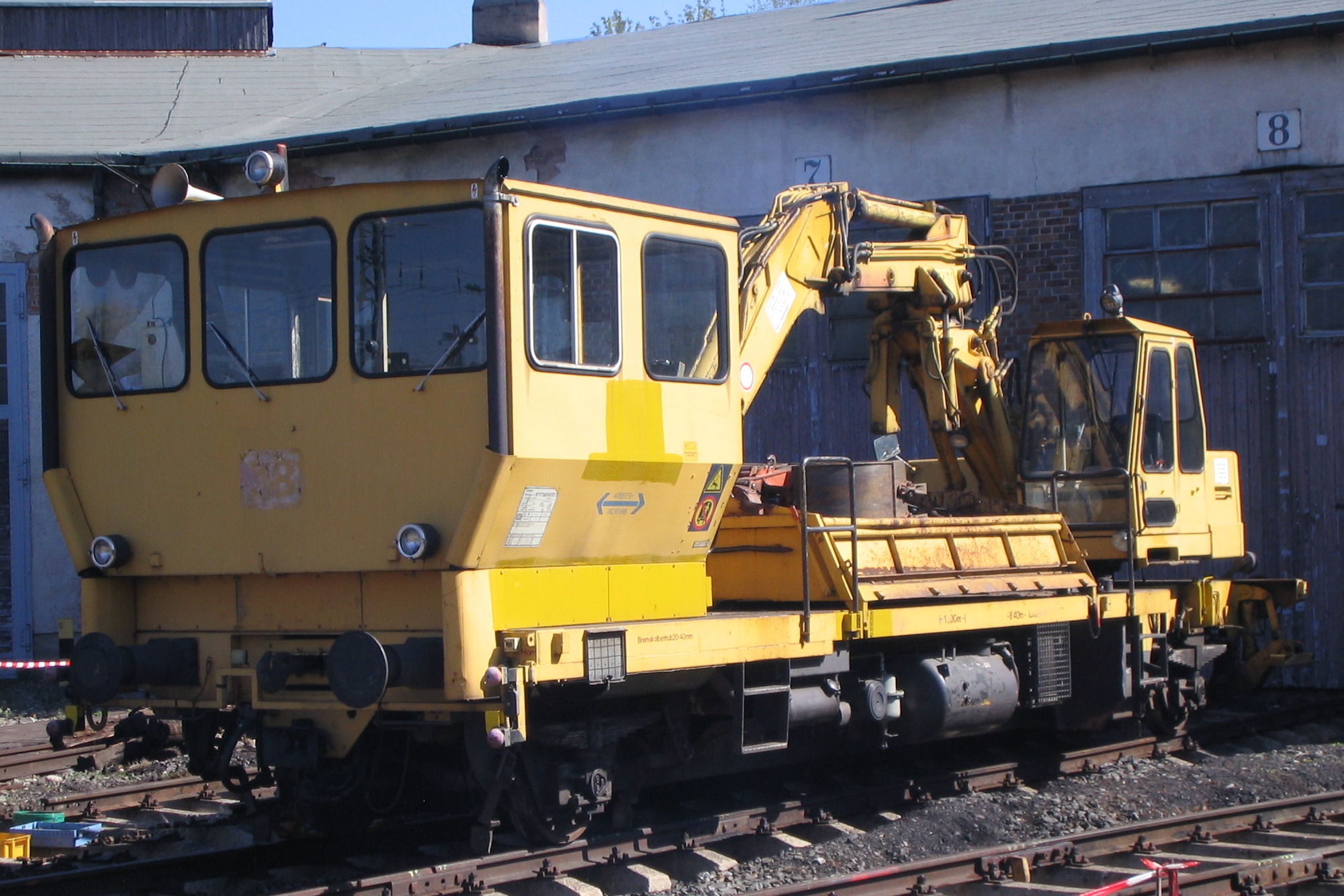
Windhoff 1979/2359-es VG 80-as rakodógép a nördlingeni Bayerischen Eisenbahnmuseumban
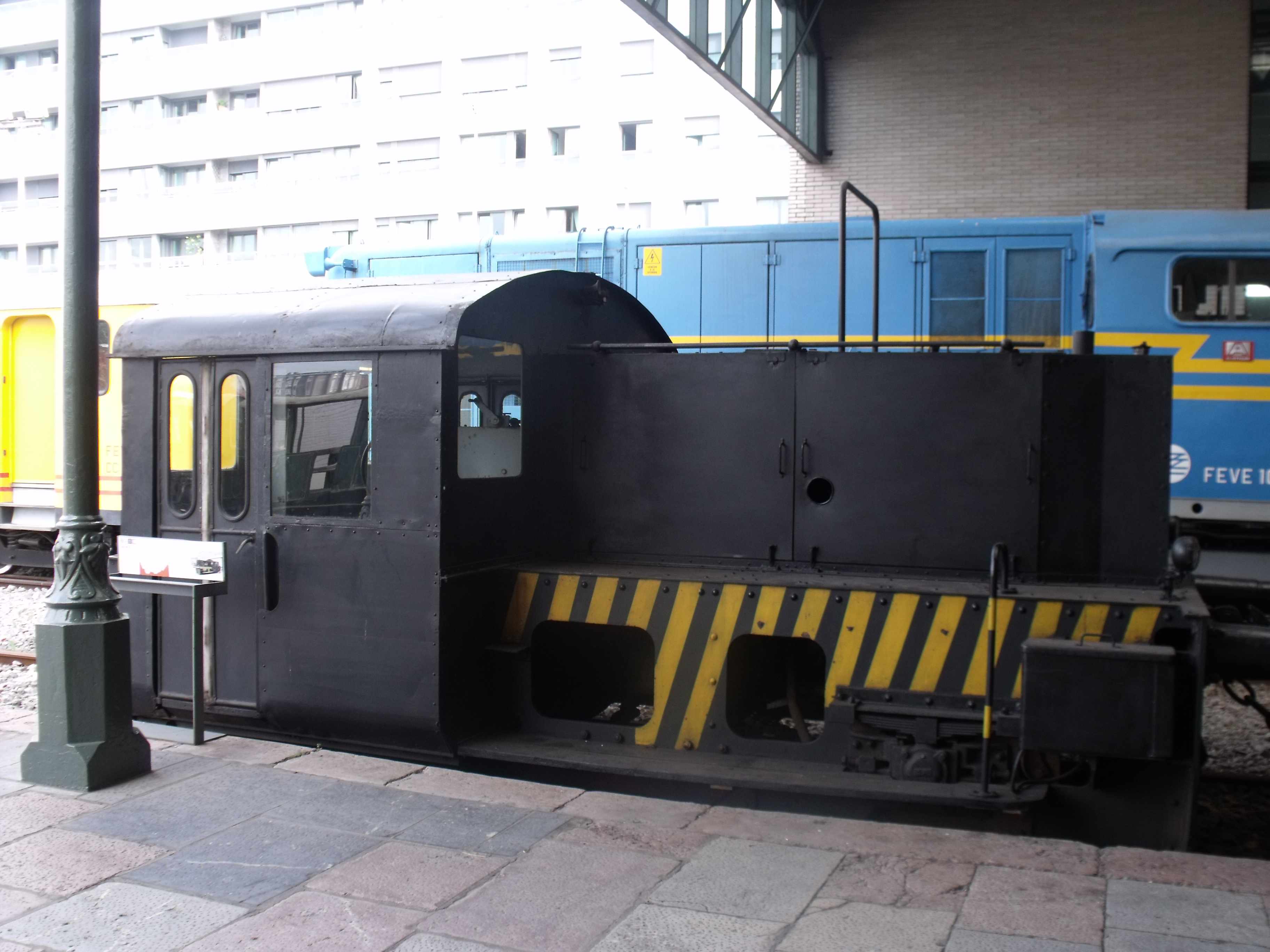
LGH B DH típusú dízelmozdony a spanyolszági Gijón városában található Museo del Ferrocarrilban
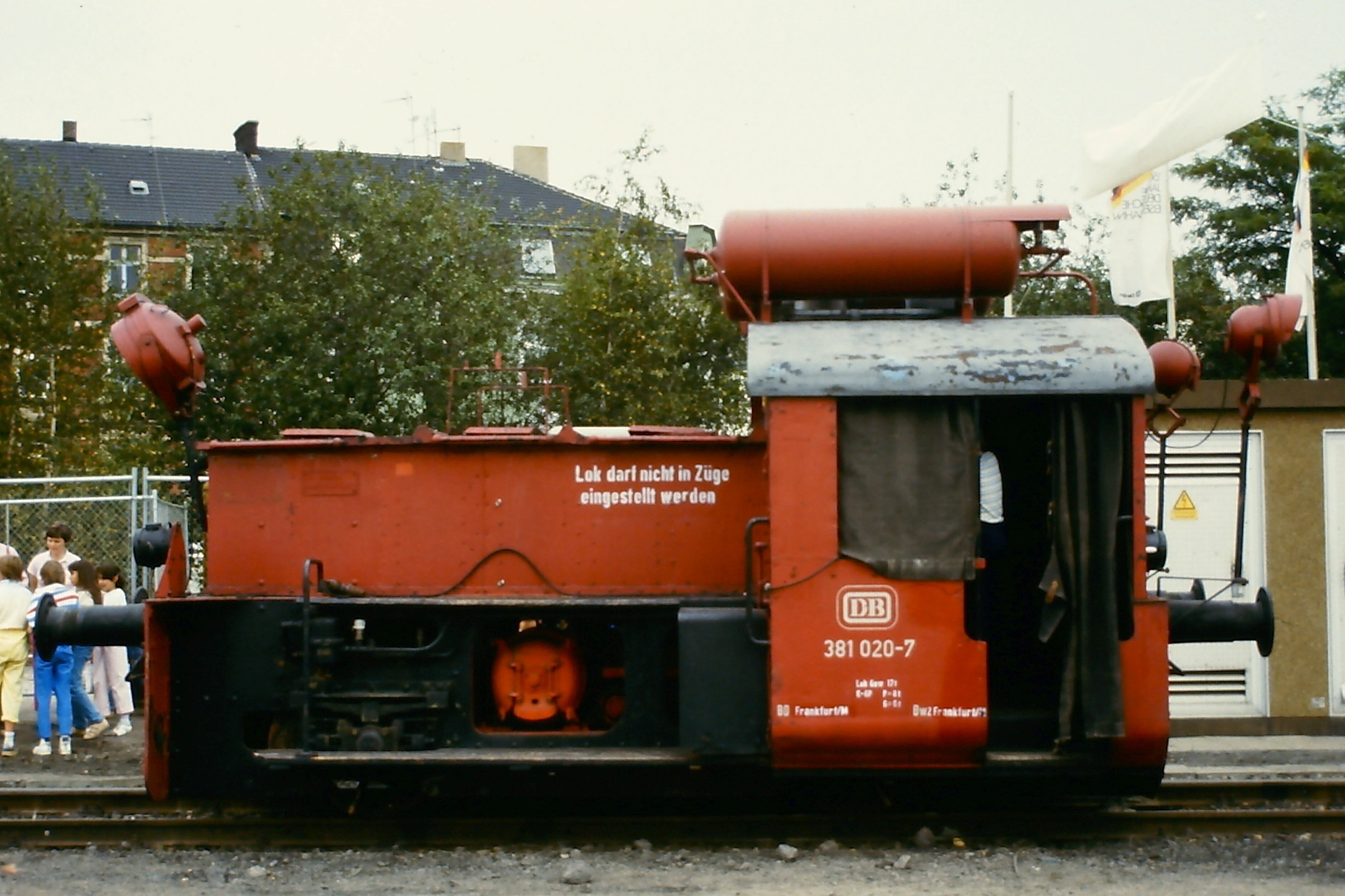
DB 381 020 (korábban Ks 4987), Typ Lg II/37
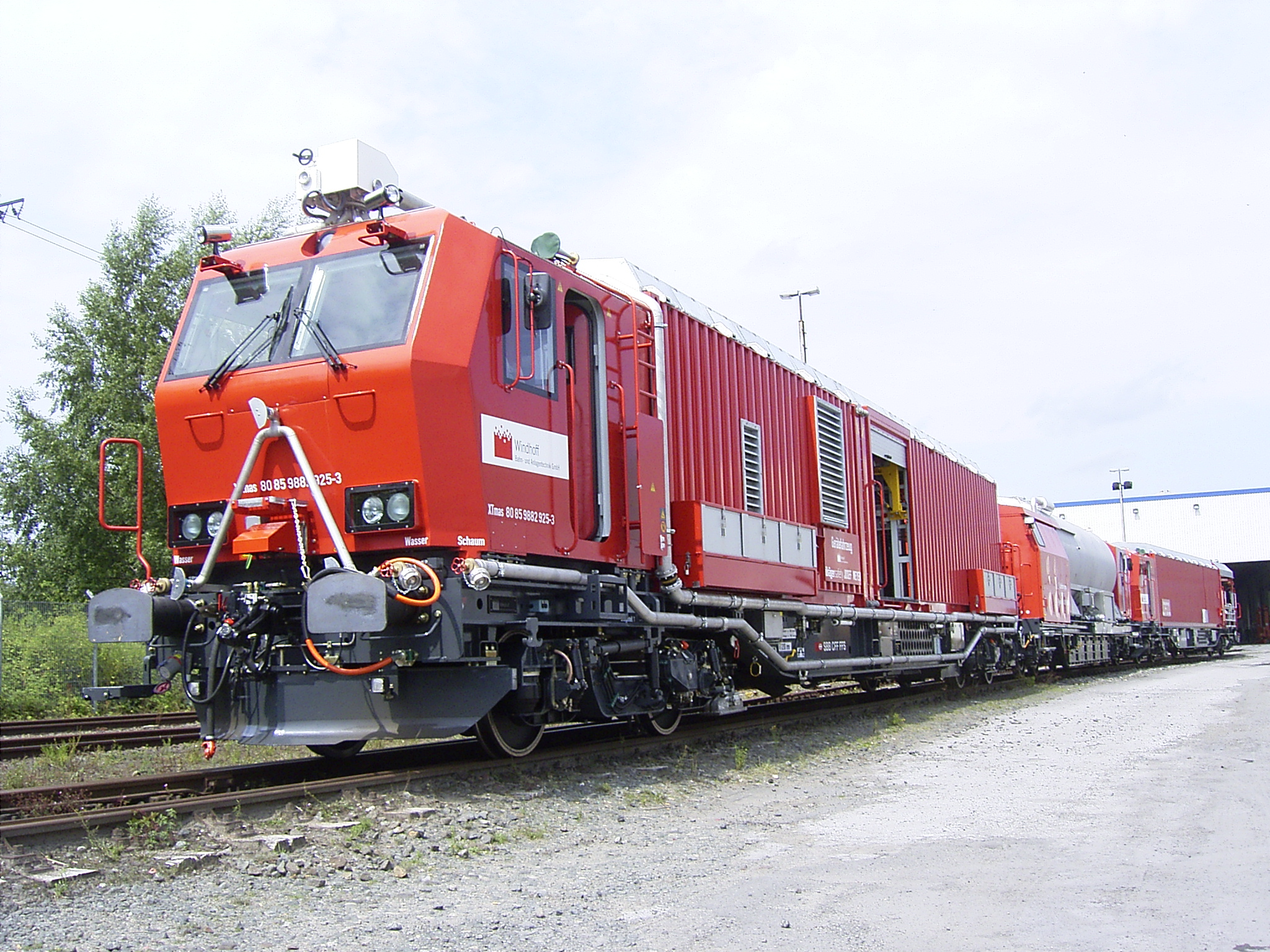
Tűzoltó és mentővonat
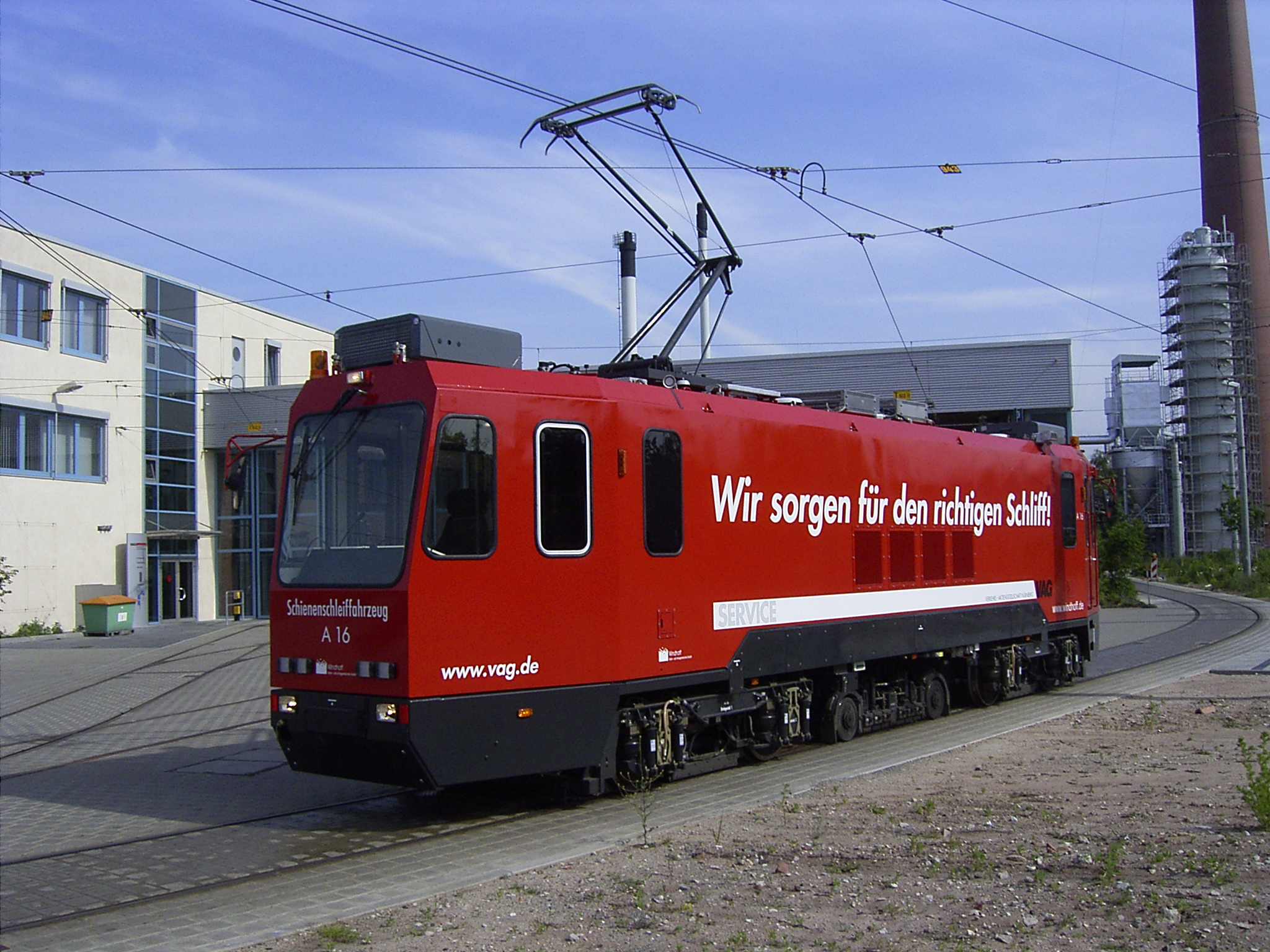
Síncsiszoló
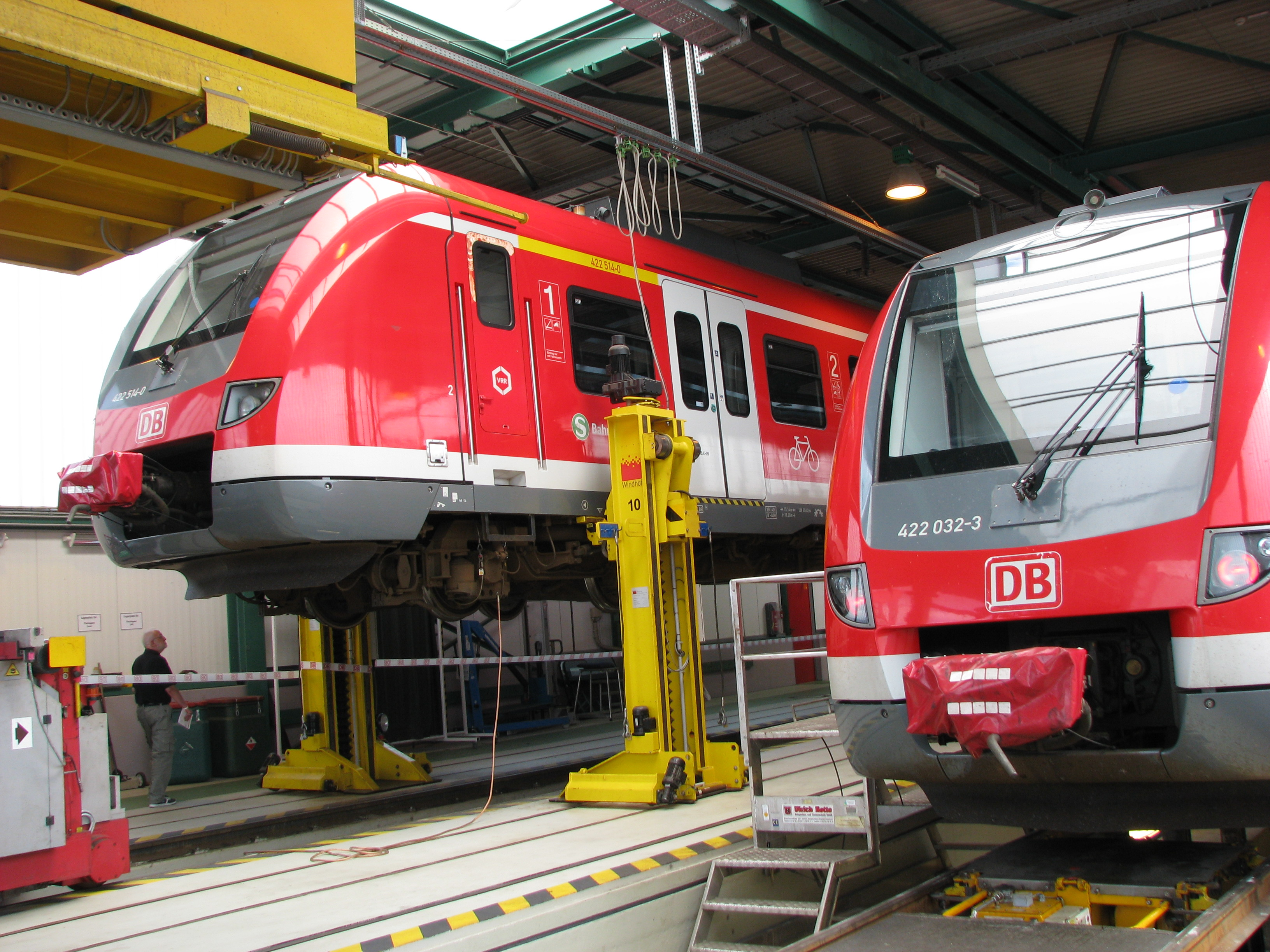
Emeleőrendszer az esseni mozdonydepóban
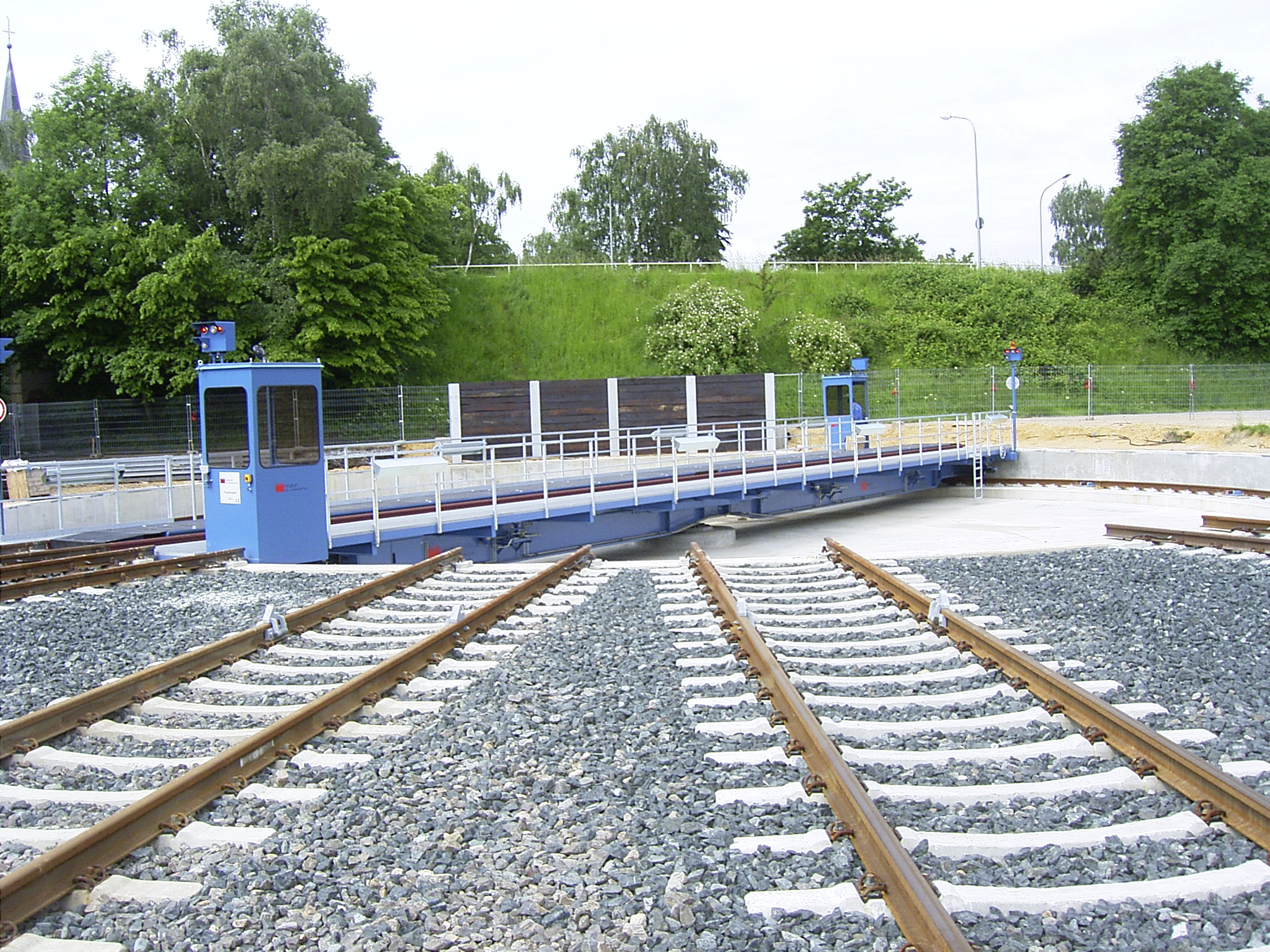
Fordítókorong

## Fordítás
- Ez a szócikk részben vagy egészben  a   Windhoff című angol Wikipédia-szócikk ezen változatának fordításán alapul.  Az eredeti cikk szerkesztőit annak laptörténete sorolja fel. Ez a jelzés csupán a megfogalmazás eredetét és a szerzői jogokat jelzi, nem szolgál a cikkben szereplő információk forrásmegjelöléseként.